# (S)-2-hidroksi-kiselina oksidaza
-2-hidroksi-kiselina oksidaza (EC 1.1.3.15, hidroksi-kiselina oksidaza A, hidroksi-kiselina oksidaza B, glikolatna oksidaza, L-2-hidroksi kiselinska oksidaza, hidroksikiselinska oksidaza A, L-alfa-hidroksi kiselinska oksidaza) je enzim sa sistematskim imenom (S)-2-hidroksi karboksilat:kiseonik 2-oksidoreduktaza. Ovaj enzim katalizuje sledeću hemijsku reakciju
()-2-hidroksi karboksilat + O2 {\displaystyle \rightleftharpoons } 2-okso karboksilat +2O2
Ovaj enzim je flavoprotein (FMN). On se javlja u dve glavne izoforme. Forma A preferentno oksiduje kratkolančane alifatične hidroksi kiseline, i ranije je bila klasifikovana kao EC 1.1.3.1, glikolat oksidaza. Forma B preferentno oksiduje dugolančane i aromatične hidroksi kiseline. Izoenzim B pacova takođe deluje kao EC 1.4.3.2, L-aminokiselinska oksidaza.

## Literatura
- Nicholas C. Price; Lewis Stevens (1999). Fundamentals of Enzymology: The Cell and Molecular Biology of Catalytic Proteins (Third изд.). USA: Oxford University Press. ISBN 019850229X.
- Eric J. Toone (2006). Advances in Enzymology and Related Areas of Molecular Biology, Protein Evolution (Volume 75 изд.). Wiley-Interscience. ISBN 0471205036.
- Branden C; Tooze J. Introduction to Protein Structure. New York, NY: Garland Publishing. ISBN 0-8153-2305-0.
- Irwin H. Segel. Enzyme Kinetics: Behavior and Analysis of Rapid Equilibrium and Steady-State Enzyme Systems (Book 44 изд.). Wiley Classics Library. ISBN 0471303097.

## Spoljašnje veze
- (S)-2-hydroxy-acid+oxidase на 